# Mikrodata
Mikrodata je WHATWG HTML specifikacija koja koristi ugniježđeni metadata unutar već postojećeg sadržaja na veb stranici. Search engines, web crawlers, i browsers mogu da izvade i procesuju mikrodatu sa veb stranice i koriste je da omoguće korisniku bogatije iskustvo u pretraživanju interneta. Pretraživači imaju velike koristi od direktnog pristupa ovim struktuisanim podacima jer omogućava pretraživačima da razumeju informacije na veb stranicama i obezbjede više relevantnosti i optimizacije results korisnicima.. Mikrodata koristi pomoćni vokabular da bi opisao stavku ime - vrednost da bi dodijelio vrijednost njegovim svojstvima. Mikrodata je jedan od pokušaja da se napravi jednostavniji način označavanja HTML element sa mašinski čitljivim oznakama nego sličnim pristupima koristeći RDFa i microformat.

## Vokabulari
Mikrodata rečnici daju semantics, ili smisao strane jedinice. Veb programeri mogu da dizajniraju prilagođeni rečnik ili koriste rečnike koji su dostupni na internetu. Zbirke koje se najčešće kriste za označavanje rečnika su obezbeđene od strane Schema.org šeme koje uključuju: Osobu, događaj, Organizaciju, proizvod, pregled, Ponudu. Glavni operatori pretraživača poput Google, Microsoft i Yahoo! se oslanjaju na ove oznake za poboljšanje rezultata pretrage. Za neke svrhe ad hok rečnik je adekvatan. Za druge, rečnik će morati da bude dizajniran. Gde je to moguće, autori se pozivaju da ponovo koriste postojeće rečnike, jer to čini sadržaj lakši za korišćenje.

## Globalni atributi
- obrt artikla – Kreira stavku i ukazuje da potomci ovog element sadrži informacije o tome.[1]
- Tip artikla – Važeći URL riječnik koji opisuje stavku i njene osobine.
- Identifikacija stavke – Označava jedinstveni identifikator stavke.
- Potpora stavke – Označava da njena oznaka sadrži vrednost imovine navedene stavke. Ime svojstva i kontekst vrednosti su opisane u rečima i pojmovima. Vrednost nekretnina obično se sastoje od vrednosti niske, ali takođe koriste URL koristeći a element i njegov href atribut, img element i njegov src atribut, ili druge elemente koji su povezani na neke spoljašnje izvore.[1]
- Referenca stavke – Nekretnine koje nisu potomci elementa sa obrtom artikla atribut može biti u vezi sa tačkom koristeći ovaj atribut. Obezbjeđuje listu ID-elementa (not itemids) sa dodatnim svojstvima drugde u dokumentu.[1]

## Primjer
Sledeći HTML5 kod može biti pronađen kao tipičan kod o stranici koja sadrži informacije o nekoj osobi:
```
<
section
>
 Hello, my name is John Doe, I am a graduate research assistant at
the University of Dreams.

My friends call me Johnny. 
You can visit my homepage at 
<
a
 
href
=
"http://www.JohnnyD.com"
>
www.JohnnyD.com
</
a
>
.

I live at 1234 Peach Drive, Warner Robins, Georgia.
</
section
>

```

Ovo je kod koji je dodat sa Schema.org Mikrodata:
```
<
section
 
itemscope
 
itemtype
=
"http://schema.org/Person"
>
 
	Hello, my name is 
	
<
span
 
itemprop
=
"name"
>
John Doe
</
span
>
, 
	I am a 
	
<
span
 
itemprop
=
"jobTitle"
>
graduate research assistant
</
span
>
 
	at the 
	
<
span
 
itemprop
=
"affiliation"
>
University of Dreams
</
span
>
. 
	My friends call me 
	
<
span
 
itemprop
=
"additionalName"
>
Johnny
</
span
>
. 
	You can visit my homepage at 
	
<
a
 
href
=
"http://www.JohnnyD.com"
 
itemprop
=
"url"
>
www.JohnnyD.com
</
a
>
. 
        
<
section
 
itemprop
=
"address"
 
itemscope
 
itemtype
=
"http://schema.org/PostalAddress"
>

		I live at 
		
<
span
 
itemprop
=
"streetAddress"
>
1234 Peach Drive
</
span
>
,
		
<
span
 
itemprop
=
"addressLocality"
>
Warner Robins
</
span
>
,
		
<
span
 
itemprop
=
"addressRegion"
>
Georgia
</
span
>
.
       
</
section
>

</
section
>

```

Kao što kod iznad pokazuje, Mikrodata može biti ugniježđena. U ovom slučaju https://web.archive.org/web/20140607181026/http://schema.org/PostalAddress je ugniježdena vrsta tipa http://schema.org/Person.
Tekst koji slijedi pokazuje kako Guglov The following text shows how Google raščlanjuje Mikrodatu iz gore prikazanog koda. Korisnici koji se bave veb razvijanjem mogu da testiraju stranice koje sadrže mikrodatu uz pomoć Guglovog Rich Snippet Testing Tool.
```
Item
   Type: 
http://schema.org/Person

   name = John Doe
   jobTitle = graduate research assistant
   affiliation = University of Dreams
   additionalName = Johnny
   url = 
https://web.archive.org/web/20140518072620/http://johnnyd.com/

   address = Item(1)
Item 1
   Type: 
https://web.archive.org/web/20140607181026/http://schema.org/PostalAddress

   streetAddress = 1234 Peach Drive
   addressLocality = Warner Robins
   addressRegion = Georgia
```

## Podrška
- Serveri: Google može[9] da koristi mikrodatu u svom result pages.[8] To je poželjan fragment formatu Google+ socijalnih mreža.[10]
- Pretraživači: Ажурирано: децембар 2013.,Pretraživači koji podržavaju mikrodatu DOM API, su:[11]

| Pretraživač       | Verzija   | Podrška |
| ----------------- | --------- | ------- |
| Maxthon           | 3.3.9.600 | Да      |
| Opera (Presto)    | 11.60     | Да      |
| Opera (Blink)     | 15        | Не      |
| Firefox           | 16        | Да      |
| Chrome            |           | Не      |
| Internet Explorer |           | Не      |
| Safari            |           | Не      |

- Biblioteke: MikrodataJS[12] je JavaScript biblioteka i jQuery plugin koja emulira DOM API.

## Spoljašnje veze
- Microdata — HTML Draft Standard, WHATWG
- W3C HTML Microdata Working Group Note, W3C
- Almaer, Dion (11. 5. 2009), Hixie discusses the addition of HTML5 "microdata", Ajaxian
- HTML5 Microdata Specs, Data-Vocabulary.org